# にしき堂
株式会社にしき堂（にしきどう）は、広島市東区にある菓子製造メーカーである。

## 概要
1951年創業。和菓子から洋菓子まで菓子の製造・販売を手掛ける。主力商品の「もみじ饅頭」のほか、「新平家物語」、「やき餅咲ちゃん」は広島の土産物として親しまれている。
1965年にJR広島駅ビル店を開業して以来、広島空港など県内各所に販売店舗を確立している。2009年に新商品「生もみじ」を発売した。
ドメイン名が『nisikido.co.jp』である理由は、『nishikido.co.jp』を石川県小松市のオフィス用具製造会社『株式会社にしき堂』が使用しているためである。

## 扱っている商品
- もみじ饅頭（こしあん、粒あん、抹茶、お芋、お餅、
チーズクリーム、チョコレート、リンゴ）
- 錦もみじ
- 新・平家物語
- ふ餅
- やき餅咲ちゃん[2]
- 安芸守
- メープルチョコレート
- ハイカラケーキ
- 虎焼
- 紅葉谷
- 梅かすてら
- 生もみじ
- サンフレッチェ広島 サッカーボールカステラ
- STU48もみじ　瀬戸内レモン味
- マツダ創立100周年記念BOX　もみじ詰合せ（2020年1月30日～2021年1月29日までの期間限定品）

など

## 販売店

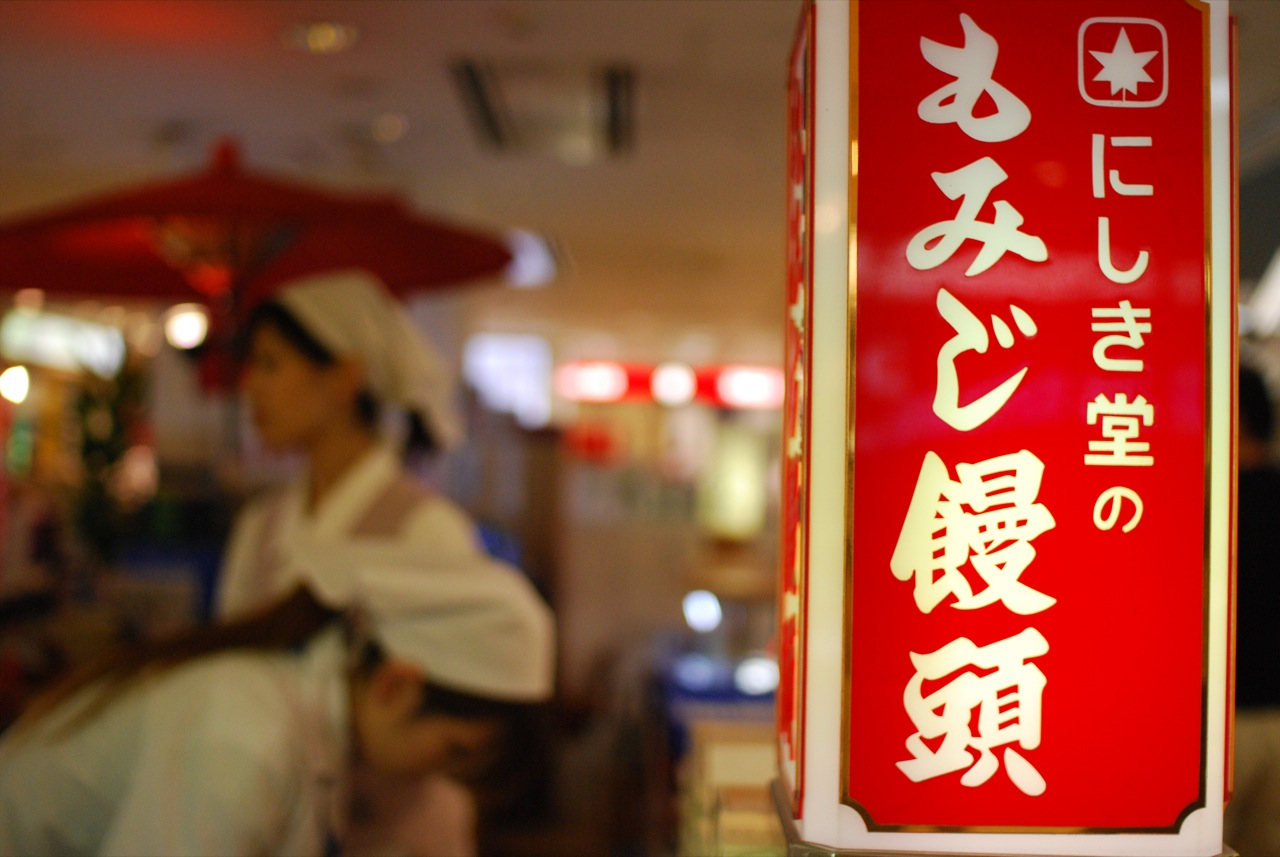
広島駅アッセ店

★印のある店舗ではもみじ饅頭の試食が可能。
- 広島・光町本店（本社工場）★
- 広島駅アッセ店
- 広島新幹線名店街店★
- 広島バスセンター店（テルミナ・フェスタ店）
- 平和大通り田中町店★
- 祇園新道中筋店★
- 広島空港店★
- 福山本店
- 福山駅さんすて福山店★
- 福山南蔵王店★
- その他主要販売店

## その他
- 1980年のB&B・島田洋七の『もみじまんじゅう!』のネタで業績が大きく伸びる[3]。
- 西部警察 PART-II - 1982年の第18話「広島市街パニック!!」で撮影協力を行っている。当時の店舗や工場の様子が撮影されていた他、大谷照三社長（当時）も出演した。また、クライマックスシーンで爆破される電車を「にしき堂」号とまでする程の協力ぶりだった（詳細は「広島電鉄#テレビドラマ『西部警察』ロケ」を参照）。なお、この回にはB&Bもゲスト出演しており、島田洋七がにしき堂の社員、島田洋八が同じ広島の地場の乳業メーカー「チチヤス」の社員、と言う設定であった。
- ゴリラ・警視庁捜査第8班 - 1989年11月5日放送の第27話「瀬戸内冒険団」で撮影協力を行った（テロップ上は「協力」扱い）。

## 弊社提供
※:提供自粛中
- オオカミ少年 - RCCテレビにおける前半ローカルスポンサー。※
- TSSライク! - テレビ新広島における6時台ローカルスポンサー（月曜日）。※
- みみよりライブ 5up! - 広島ホームテレビにおける6時台ローカルスポンサー（火曜・木曜日）※(木曜のみ)（2018年度 - ）
- TSSニュースナイト - テレビ新広島（水曜日）（2019年度 - ）
- 元就。ひろしまテスト - RCCテレビ（2012年度 - ）
- テレビ派 - 広島テレビにおける前クレ:18時台前半1部ナショナルセールス枠のブルーバック・後クレ:テレビ派18時台内（2011年度 - 2019年9月）→6時台ローカルスポンサー（金曜日）（2019年10月 - ）
- 三四郎のDearボス - （2018年度 - ）
- 平成ラヂオバラエティごぜん様さま9時台後半・コーナー内「僕の作文 私の作文」 - RCCラジオ
- 島田洋七の朝から言わせろ!（KBCラジオ）

## お菓子の受賞歴
- 2008年4月 - 銘菓「瀬戸内三昧（煎餅三昧）」が、第25回全国菓子大博覧会・姫路において、「橘花栄光賞」を受賞。
- 2010年2月 - 銘菓「生もみじ」が、全国商店街振興組合連合会理事長賞を受賞。
- 2013年4月 - 銘菓「生もみじ」が、全国菓子大博覧会・広島において「橘花栄光賞」を受賞
- 2021年11月 - 第62回NIPPON OMIYAGE AWARDにて「生もみじ」と「おとなのもみじ 抹茶とあん餅」が"特別審査優秀賞"受賞。第17回ひろしまグッドデザイン賞において、銘菓「おとなのもみじ 抹茶とあん餅」が奨励賞を受賞。
- 2023年
  - 2月 - 第63回NIPPON OMIYAGE AWARDにて「錦もみじ」が"ハンガリー大使館賞"、「あたらしもみじ」と「せとこまち」が"特別審査優秀賞"を受賞[4]。
  - 5月 - 第63回ジャパン・フード・セレクションにて「もみじ饅頭Light」が"グランプリ"を受賞[5]。